# 韦特腊拉
韦特腊拉（義大利語：Vetralla），是意大利拉齐奥大区维泰博省的一个市镇。总面积113.01平方公里，人口13414人，人口密度118.7人/平方公里（2009年）。ISTAT代码为056057。